# Bobby Leach

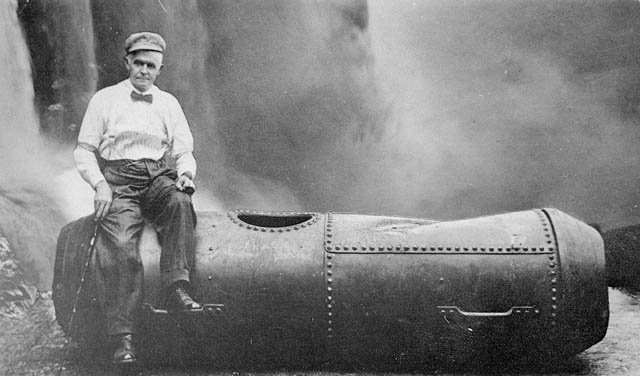
Bobby Leach och hans tunna.

Bobby Leach, född 1858 i Cornwall, England, död 1925, var den andra personen att överleva ett fall nerför Niagarafallen. Han gjorde det i en tunna den 25 juli 1911. Han tillbringade sex månader på sjukhus för de skador han ådrog sig i fallet. 
Han avled i Nya Zeeland efter att ha halkat på ett apelsinskal.